# ワーキングプア
ワーキングプア（英：working poor）とは、貧困線以下で労働する人々のこと。「働く貧困層」と解釈される。「ワープア」と省略されることがある。
かつては貧困は失業と関連づけられる傾向にあった。しかしながら、雇用に就きつつも貧困という新しい種類の問題が米国・カナダ、さらにイタリア・スペイン・アイルランドなどの先進国で見られると論じられるようになった。
日本では国民貧困線が公式設定されていないため明確な定義はないが、一般には「働いて収入を得ているものの、その収入の水準が低く生活の維持が困難な人々」と理解される。ワーキングプアのうち官公庁あるいはそれに準ずる機関に雇用されている者を官製ワーキングプアと呼ぶことがある。

## 概念
米国において、ワーキングプアに関する議論が初めて社会に知られるようになったのは、進歩主義時代（1890年 - 1920年）の頃である。進歩主義時代の思想家、Robert Hunter、ジェーン・アダムズ、W・E・B・デュボイスらは貧困・ワーキングプアの根底にあるのは社会的機会の不平等構造であるとしたが、しかしその一方で、貧困と労働者個人のモラルにも関連するとした。W・E・B・デュボイスはフィラディルフィアにおけるアフリカ系アメリカ人人口研究において、貧困から抜け出せない貧困層の実態を記しており、その理由はひとつは人種差別、もうひとつは彼らの怠惰・忍耐力欠如などのモラル欠如であるとしている。その後、ワーキングプアに関する議論はより二極化していき、自由主義思想家らは構造的な理由を、保守主義思想家はモラル的な理由を論じるようになった。
このようにワーキングプアは、その最も基本的な定義（貧困線を満たす収入を得られていない労働者）では思想家らが見解を同じくしているが、用語の意味や定義については未だに論争のあるテーマである。

## 統計
一般に、ワーキングプアの定義は「労働力人口のうち貧困線以下の者」とされている。途上国の例では、国際労働機関が「労働力人口のうち一日の可処分所得が2011年の物価を基準に購買力平価(PPP)で調整後、1.9米ドル以下の者」としており、コロナ感染症2019流行による経済悪化があった2020年を除いて減少傾向にあるものの2022年で労働者全体の約6.4%（約2億1,430万人）いる。
アメリカ合衆国の連邦労働省労働統計局は、ワーキングプアを「16歳以上で1年間のうち少なくとも27週間以上（約6か月強）職に就いているか、職を探すかしているにもかかわらず、公的な貧困線を下回る所得しか得られない者」と定義し、1987年から調査を行っている。2022年9月の報告書では、2020年のアメリカの貧困率は11.4%（3,724.7万人）で、このうち630.6万人がワーキングプアであると述べている。また、性別では男性よりも女性が、人種では黒人とヒスパニック系が、学歴では低い方が、ワーキングプアになりやすい傾向がある。さらに、産業別では特にサービス業が他の産業よりもワーキングプア層の比率が高い。
韓国では1997年の経済危機をきっかけに非正規化が一気に進み、韓国の非正規社員率は55%で、当時の日本の過去最高である34%を超えている。後述の台湾と同じく、中国に工場が進出していったことによる産業空洞化も発生、ワーキングプアが大量に生み出されている。2010年代を迎えた今の韓国の若者たちは「三放世代」と呼ばれ、恋愛、結婚、出産を諦めている人が多い状況である。2021年のデータによれば、最低賃金未満で働く者は約338.6万人に上り、全労働者の約16.5%を占めている。特に25歳未満の年齢層では、学生アルバイトによる時間制雇用により、最低賃金未満比率が高くなり、同年齢層で占める割合が、20歳未満で約56.0%、20代前半で約30.5%を占める
。
台湾では、2007年時点で人口の約1%にあたる22万人がワーキングプアとなっており、その数は増加傾向にあるという。増加の要因は、派遣労働の増加にある。さらに、2010年代以降は中華人民共和国への経済的依存が強まり、主要な工場が中国へ進出したことにより産業空洞化現象が発生、大量の若者がまともな就職先にありつけず、ワーキングプアとなっている。このことへの不満が、2014年の台湾学生による立法院占拠のひとつの原因になった。
イスラエルでも急速にワーキングプアが増加していることが労働党党首シェリー・ヤヒモビッチにより指摘されており、また、2011年には貧富の格差是正、最低賃金引き上げなどを求めて数十万人規模の抗議デモが行われた。イスラエルはベンヤミン・ネタニヤフ首相の新自由主義政策により貧富の差が激しい国である。

## リスク要因
個人がワーキングプアに転落するリスク要因には、主要なものに以下の5つがあるとされている。それは「産業セクター」「人口統計」「経済」「労働市場の制度」「福祉の配分状況」である。ワーキングプアは幅広い人々に関連する現象であるが、とくに雇用要因・人口グループ・政治的要因・経済的要因がとりわけ重要な要因であるとされる。産業的・人口的な要因は、何故ある国の人々は他の国よりもワーキングプアになりやすいか論じる助けとなる。政治的・経済的要因は、なぜ国ごとにワーキングプアの割合が異なるのか論じる助けとなる。

### 労働市場制度
労働市場は効率性・平等性などの点で中間に位置する。Brady, Fullerton, and Cross (2010) によると「効率のよい労働市場は、柔軟であり、失業率が低く、経済成長が高く、労働者が迅速に雇用および解雇できるものである。皆に望まれる労働市場とは、堅固な労働市場制度をもち、高賃金、高セキュリティなものである(p562)」とされている。

## 解決への取り組み
ワーキングプアは日本だけの問題ではなく、他の先進国でもすでに同様の問題が引き起こされている。
韓国では派遣社員（非正社員）の増加を規制する法案として、「非正規保護法」を成立させた。
これは「2年以上勤めた非正社員を、正社員化させなければならない」とするものであり、違反した企業には最高1000万円の罰金という厳しい規制を課しているが、現実には「非正社員が2年以内の期間雇用とした上で、再雇用しない」という手法で正社員化を阻止する事例が増えており、非正規雇用の長期継続化が避けられる反面、雇用の継続自体を困難とする事態となっており、企業側にとって有利な抜け道と不備があるざる法であり、実質的にはあまり効果が出ていない。
アメリカでは州立大学に企業の講師を招き、最先端バイオテクノロジーに関する授業を格安で低所得者に学ばせ、地域の安定した労働者に育て上げる取り組みがなされている。
イギリスでは若者に職業訓練を受けさせ、その期間中は生活費を支払い就職できるまで見守る取り組みが国を挙げてなされている。
日本ではワーキングプアに陥りやすいひとり親家庭の自立支援策として高等技能訓練促進費（養成期間の後半3分の1に一定額の給付を行う）という資格補助制度が導入されている。しかし実態に即していないなどの批判があり、予算の執行割合も低い。

## 日本におけるワーキングプア
ワーキングプアという言葉をはじめて日本に持ち込んだのは江口英一であった。高度成長期に入り旧厚生省が1965年に貧困の統計をやめ「1億総中流化」となった状況の中で、東京都中野区の課税台帳を電算集計することにより、4分の1程度の住民が生活保護水準以下の生活をしていることが明らかになった。
日本では、1990年代以降のグローバリゼーションの流れに対応して、政府・企業の主導のもと、労働市場の規制緩和・自由化がすすめられた。派遣労働の段階的解禁はその表れだが、その他パートや契約社員も含め非正規雇用の全労働者に占める割合は、1990年代後半以降一貫して増え続けている。これら非正規雇用は企業にとっては社会保障負担の軽減や、雇用の調整弁や単純業務のための安価な労働力としての活用という点で、人件費を大幅に削減することを可能にする。
したがって、労働者から見ると多様な就業形態を可能にするが、雇用の継続は1か月から最長でも1年程度までの短期しかない不安定な状態で、キャリアアップの機会に乏しいうえ、雇用保険や社会保険といった社会保障も正社員に比較して不十分であることが少なくなかった。
さらに、ほとんどの企業が賃金の支払い日を（労働基準法第24条第2項の規定により）「月1回払いのみ」としており、なおかつ「締め日から支払日までの日数が長い」ため、「既往の労働に対する賃金」を速やかに受け取ることができず、所得と貯蓄の低下に拍車をかけている（賃金を速やかに受け取れないことは、生存権の侵害のみならず、就労意欲（モチベーション）を低下させる要因にもなりうる）。
他方、1990年代の日本経済は長期停滞にあえぎ、リストラなどで職を失う労働者が続出した上、「就職氷河期」と呼ばれる世代は就職活動において正規雇用として職を得ることが困難となり、非正規の不安定な形で職に就くことが少なくなかった。日本の雇用慣行では新卒として正社員の職を得られなかった場合、その後に安定した職業に就くチャンスが少ないため、氷河期世代にはその後も長らく非正規雇用として働き続けている者も多い。
こうして、労働市場の流動化と経済の長期停滞といった要因が複合的に絡み合い、ワーキングプアに代表される低賃金労働者が増えていったと考えられる。
また、2018年4月から無期転換ルール（有期労働契約で通算5年を超えた労働者が期間の定めのない契約に転換できる）が本格的に始まるのを前に、企業から契約を打ち切られるという「雇い止め」が多発した。雇い止めによって職を失った人たちが労働組合へ相談するというケースが相次いでおり、ワーキングプア以前に仕事を失うといった問題が深刻化している。
このような流れは少しずつ進行したが、大きく注目されたきっかけはNHKによるドキュメンタリー番組（NHKスペシャル『ワーキングプア 働いても働いても豊かになれない』〈2006年7月23日〉）の放送である。

### 規模
ワーキングプアにあたる所得の世帯数は2007年は、日本全国で約675万世帯ほどと推定され、2006年以降は社会問題として採り上げられるようになった。推計根拠は総務省の就業構造基本調査。これに基づいて試算すると、ワーキングプアの規模は次のとおりといわれている。但し、個人の所得データを用いて、個人単位で就業構造基本調査などを用いて計算する場合、「低賃金」で働く人の推計には適しているが、個人が働いた日数や時間が分からず、世帯所得を考慮していない場合があるので注意が必要である。特に学生や主婦が、主な稼ぎ手として働いていない場合があるので、世帯単位ではなく個人単位で所得で見てしまうとワーキングプアとして扱われてしまう欠点がある。
- 1997年 458万世帯 12.8%
- 2002年 657万世帯 18.7%
- 2007年 675万世帯 19.0%

また、山形大学人文学部法経政策学科の戸室健作の論文によれば、ワーキングプア世帯数と割合は以下のようになっている。
- 1997年 133万世帯 4.0%
- 1997年 147万世帯 4.2%
- 2002年 236万世帯 6.9%
- 2007年 237万世帯 6.7%
- 2012年 320万世帯 9.7%

注：戸室健作の論文によるワーキングプアの定義は、役員を除く労働者がいる世帯のうち、主な収入が「賃金・給与」「事業収入（農業収入を含む）」「内職」であり、そのうち世帯収入が生活保護以下の世帯。
他にも、都道府県別のワーキングプア率も論文で発表しており、概して関西以西と東北以北においてワーキングプア率が高い傾向にある。2012年のデータで最も割合が高かった沖縄県（ワーキングプア世帯:8万7,869世帯、ワーキングプア率:25.9%）と最も低い富山県（ワーキングプア世帯:1万578世帯、ワーキングプア率:4.5%）では、約5.8倍もの格差がある。
上記の論文とは別に、日本総合研究所調査部の星貴子による調査ではワーキングプア世帯数と割合は以下のようになっている。
- 2012年 275万世帯 7.4%
- 2013年 260万世帯 7.0%
- 2014年 263万世帯 7.0%
- 2015年 257万世帯 6.8%
- 2016年 275万世帯 7.2%
- 2017年 247万世帯 6.4%

注：星貴子によるワーキングプア世帯の定義は、世帯年収（就労収入＋資産収入＋年金・社会保障給付）が生活保護基準未満の世帯としている。生活保護基準は世帯構成や地域によって異なるものの、2017年時点で、世帯年収200万円未満の世帯が該当する。
戸室健作の論文と星貴子による調査の2012年の世帯数と割合が異なるが、前者は、年金や社会保障給付を受給していたり、配当を得ている世帯などを対象外にしたのに対して、後者はそれらの世帯を含めており、就労以外に得ている収入も含めた上で、生活保護未満の世帯数を推定しているからである。
そして、生活保護受給者数は、1951年以降過去最多である2015年3月の約217.4万人をピークに、2021年7月31日時点で約200.9万人となっている。

#### 人件費削減
ワーキングプアが大量に発生した要因として、企業の人件費削減の流れが指摘されている。
企業は
- 安価な労働力確保を目的とした国外への進出
- 賃金の高い正社員の新規採用の削減
- 人件費が安価で売上など状況に応じて雇用調整を行いやすいアルバイトやパート、契約社員、派遣社員といった非正社員を増やす[29]

などにより、総人件費の抑制を図った。企業が労働者に支払った給与の総額は1999年には217兆円であったが、2009年には192兆円にまで減少している。なお非正社員への置き換えについては、製造現場への派遣行為を禁じていた「労働者派遣事業の適正な運営の確保及び派遣労働者の就業条件の整備等に関する法律」（労働者派遣法）旧規程が2006年に緩和されたことによる、大企業の製造現場における偽装請負といった法令違反も発覚した。
賃金水準の抑制
労働者の賃金水準は、低下傾向にある。1999年には労働者の平均年収は461万円であったが、2009年には406万円に減少している。
賃金の高い正社員の新規採用を減らす
正社員の採用については新卒が主流なため、新卒で就職できなかったりあるいはいったん正社員となっても自発的な離職、倒産やリストラなどの非自発的離職で職を失うと、「特別な技能や国家資格などがある」か、「即戦力となれるだけの経験・技量がある」（と求人先に認められた）場合を除き、定職に就くのは難しいのが実情である。また派遣・アルバイトなどの経験がどれだけあっても責任ある仕事を任されないためキャリアとして認めない傾向が強く、正社員への道は狭い。
非正社員を増やす
2000年には労働者の74.0%が正規雇用であったが、2010年には65.6%にまで減少している。非正社員の増加は、企業収益に関わらず、コスト削減などの競争力を維持したい企業は非正社員でまかなえる業務は非正社員でまかなおうとする傾向があるため、構造的なものと言える。例えば、コンビニエンスストアにみられるように企業間のサービス競争の中で24時間体制（の深夜労働または年中無休）での労働になり、なおかつ最低賃金（+深夜の割増賃金）でしか雇用しないなど過酷な勤務も増えた。

### 政府の見解
2007年10月4日の第168回通常国会本会議で、当時の内閣総理大臣福田康夫は
と答えた。
厚生労働省の中央最低賃金審議会では、勤労者生活課長が「目安に関する小委員会議事録」において、「ワーキングプアということ自体の確立した定義がないので、どこがワーキングプアとは統計的にはなかなか言えない」と述べている。

### OECDの対日勧告
経済協力開発機構 (OECD) は、日本の労働市場における正規雇用と非正規雇用の二重構造を問題点として挙げている。
日本では、企業が労働コストの節約をするために社会保険料の企業負担が少ない非正規労働者を多く雇用しており、非正規雇用者比率は1990年の20%から2008年の38%に上昇した。正規雇用者に比べて非正規雇用者の賃金は低いため、非正規雇用者の増加は平均賃金と民間消費を低下させている。企業の非正規雇用者に対する訓練の投資は少ないため、長期的な生産性にも悪影響を与えている。経済協力開発機構は日本に対して以下の包括的な方法により労働市場を改善していくことを求めている。
- 社会保障制度の非正規雇用に対する適用範囲の拡大
- 正規労働者の雇用保護を引き下げる
- 非正規雇用者の就業機会を増やすよう職業訓練をする
- 女性によるフルタイム就業を阻害する制度の廃止
- 育児支援施設の量的、質的改善

2009年の雇用見通しのなかで、日本では現在の景気低迷以前から、ワーキングプア（働く貧困層）が、貧困層の80%以上を占めていたと指摘した。OECD加盟国の平均は63%であり、これを大きく上回っている。また、日本では職に就いている人が最低1人以上いる家計に属する人の11%が貧困だと指摘した。これはOECD加盟国のなかでトルコ、メキシコ、ポーランド、アメリカに次いで5番目の高さとなっている。そして、日本の税と所得再分配制度は、「労働者の貧困緩和にはほとんど効果をあげていない」と述べている。これは所得移転が、ほぼ高齢者へ割り当てられ、低所得の若年層への補償がないことを意味している。

### 官製ワーキングプア
官製ワーキングプアとは、貧困線以下で労働する人々の中で、公務員など官に属する職業の人をいう。官制ワーキングプア、ワーキングプア公務員と書くこともある。
当時朝日新聞記者であった竹信三恵子が、2007年7月に掲載された地方自治体の臨時・非常勤職員をめぐる記事で使用したものが初出とみられる。
行政府、立法府、司法府、独立行政法人などの国家公務員、地方公共団体の地方公務員、などで主に非正規雇用として雇用契約を結び臨時職員・非常勤職員と言う形で雇用されていることが多い。
2017年の地方自治法と地方公務員法改正が2020年4月に施行され、会計年度任用職員に移行し、市区町村を含め47都道府県の非正規労働者に期末手当を支給。総務省は人件費増加分に地方交付税を充てることを検討。期末手当分を月給から減らすことで相殺する自治体もある。

#### 官製ワーキングプアの業種
- 厚生労働省
  - 保育所
    - 保育士

  - 公共職業安定所
    - 職業相談員

  - 学童保育
    - 学童保育#放課後児童支援員
- 消費者庁
  - 独立行政法人国民生活センター
    - 消費生活専門相談員

  - 社会保険庁、日本年金機構
    - 社会保険相談員
- 地方公共団体
  - 役所
    - 事務職

  - 図書館
    - 司書

  - 福祉事務所
    - ケースワーカー

  - 清掃工場
  - 日本の学校給食、給食センター
    - 栄養士、管理栄養士

  - 教育委員会
    - 臨時的採用教員
- 郵政省、日本郵政公社
  - 郵便局
    - ゆうメイト、期間雇用社員 (日本郵政)